# Mike Kelley (produttore)
Mike Kelley (Chicago, 1967) è un produttore televisivo e sceneggiatore statunitense.
Ha creato le serie televisive What/If, Revenge e Swingtown.

## Biografia
Kelley ha scritto e prodotto varie serie tra cui The O.C. e Providence. Ha co-scritto episodi di Providence con Jennifer M. Johnson. È il creatore della serie TV Swingtown e ha anche scritto episodi per la fiction, che è stato trasmesso sulla CBS nel 2008.
Kelley ha creato e scritto Revenge della ABC, una rivisitazione contemporanea del romanzo Il conte di Montecristo di Alexandre Dumas da una prospettiva femminile.
Nel 2018 Kelley ha lavorato come produttore esecutivo, sceneggiatore della miniserie thriller antologica di Netflix, What/If, da lui creata. La serie è stata presentata per la prima volta il 24 maggio 2019. 